# Xavier Blond (biathlon)
Pour les articles homonymes, voir Xavier Blond et Blond.
Xavier Blond, né le 18 juin 1965 à Grenoble, est un biathlète français.

## Biographie
Il court dans la Coupe du monde à partir de la saison 1985-1986. Il obtient comme meilleur résultat une quatrième place durant la saison 1988-1989 à Steinkjer.
Aux Championnats du monde 1990, il est médaille d'argent du relais avec Christian Dumont, Hervé Flandin et Thierry Gerbier. Aux Championnats du monde 1993, il est cette fois médaillé de bronze à la course par équipes avec Gilles Marguet, Thierry Dusserre et Lionel Laurent.
Xavier Blond prend part aux Jeux olympiques d'hiver de 1988 et de 1992, où il est notamment sixième du relais.

## Palmarès

### Jeux olympiques d'hiver
| Épreuve / Édition   | Individuel | Sprint | Relais |
| ------------------- | ---------- | ------ | ------ |
| JO 1988 Calgary     | -          | 56e    | -      |
| JO 1992 Albertville | -          | 45e    | 6e     |

### Championnats du monde
- Championnats du monde 1990 à Minsk (Union soviétique), Oslo (Norvège) et Kontiolahti (Finlande) :
  -  Médaille d'argent au relais 4 × 7,5 km.
- Championnats du monde 1993 à Borovets (Bulgarie) :
  -  Médaille de bronze à la course par équipes.

### Coupe du monde
- Meilleur classement général : 28e en 1993.